# Santa Fe (Cebu)
Santa Fe è una municipalità di quinta classe delle Filippine, situata nella Provincia di Cebu, nella Regione del Visayas Centrale.
Santa Fe è formata da 10 baranggay:
- Balidbid
- Hagdan
- Hilantagaan
- Kinatarkan
- Langub
- Maricaban
- Okoy
- Poblacion
- Pooc
- Talisay